# Palmeria dolei
Palmeria dolei là một loài chim trong họ Fringillidae.